# Asparagus laricinus
Asparagus laricinus — вид рослин із родини холодкових (Asparagaceae).

## Біоморфологічна характеристика
Це багаторічний кущ 60–250 см заввишки.

## Середовище проживання
Ареал: ПАР, Ангола, Ботсвана, Центральноафриканська Республіка, Конго, Лесото, Малаві, Мозамбік, Намібія, Свазіленд, Танзанія, Замбія, Заїр, Зімбабве.